# Paul Addison
Paul Addison (3 mai 1943-21 janvier 2020) est un historien britannique connu pour ses recherches sur l'histoire politique de la Grande-Bretagne pendant la Seconde Guerre mondiale et la période d'après-guerre. Addison fait partie de la première génération d'historiens universitaires à étudier le conflit et est particulièrement connu pour The Road to 1945 (1975), qui retrace les origines du consensus d'après-guerre jusqu'à la période de guerre.

## Jeunesse
Paul Addison est né à Whittington, près de Lichfield, dans le Staffordshire, le 3 mai 1943. Son père est un soldat amérindien de l'armée américaine qui est en poste dans le pays dans le cadre des préparatifs du « Second Front » pendant la Seconde Guerre mondiale. Il n'a plus aucun contact avec Addison après sa naissance. Il est élevé par sa mère, Pauline Wilson Walker, qui est Land Girl pendant le conflit.
Addison fréquente la King Edward VI Grammar School à Litchfield et étudie ensuite à l'Université d'Oxford. Il obtient son diplôme de premier cycle au Pembroke College avant de poursuivre ses études de troisième cycle au Nuffield College. Parallèlement à ses études, il aide Randolph Churchill à préparer les articles du défunt premier ministre Winston Churchill pour publication aux côtés d'autres étudiants chercheurs Martin Gilbert (1936-2015) et Cameron Hazlehurst.
Avec son contemporain Angus Calder (1942-2008), Addison est parmi les premiers d’une nouvelle génération d’historiens universitaires à examiner de manière critique l’histoire de la Seconde Guerre mondiale sans l’avoir personnellement vécue. Ses études doctorales portent sur l'opposition politique au Cabinet de guerre de Churchill et sont supervisées par A. J. P. Taylor. Addison obtient un doctorat en 1971.

## The Road to 1945
Le premier livre d'Addison est The Road to 1945, publié avec Jonathan Cape en 1975. Il est décrit comme « un jalon dans l’écriture de l’histoire contemporaine » en Grande-Bretagne. Il fait suite à la publication de l'influent ouvrage de Calder, The People's War (1969), mais se concentrait plus étroitement sur les causes de la victoire écrasante du Parti travailliste aux élections générales de 1945.
L'argument d'Addison est que le « consensus d'après-guerre » reflète une convergence idéologique qui s'est produite pendant la Seconde Guerre mondiale elle-même. Il soutient que les partis conservateurs et travaillistes avaient largement convergé sur la nécessité d'une économie gérée, d'une nationalisation limitée et d'un État-providence au cours de cette période. The Road to 1945 joue un rôle déterminant dans l’histoire politique de la Seconde Guerre mondiale au Royaume-Uni.

## Travaux ultérieurs
Addison enseigne au Pembroke College d'Oxford avant de rejoindre l'Université d'Édimbourg en 1967. Il reste à Édimbourg pendant la majeure partie de sa carrière. Il publie plusieurs autres ouvrages sur la politique britannique pendant la guerre et l'après-guerre, dont deux biographies de Winston Churchill, à savoir Churchill on the Home Front (1992) et Churchill: The Unexpected Hero (2005).
À partir de 1996, il est directeur du Centre d'études sur la Seconde Guerre mondiale à Édimbourg. Il travaille aux côtés de Jeremy Crang sur une série d'ouvrages explorant « le rôle clé de la propagande, de l'information et de la surveillance par l'État du moral des civils pendant la guerre » ainsi que le Blitz. Il prend sa retraite en 2005 et devient membre de la Royal Society of Edinburgh en 2006. Il est décédé des suites d'une longue maladie le 21 janvier 2020.
Le futur premier ministre Gordon Brown, l'un de ses étudiants, lui a rendu hommage à ses funérailles .

## Publications
- The Road to 1945, Jonathan Cape, 1975, (ISBN 978-0-7126-5932-1)
- Now the War is Over: A Social History of Britain 1945-1951, Jonathan Cape, 1985, (ISBN 978-0-224-02325-2)
- Churchill on the Home Front, Jonathan Cape, 1992, (ISBN 978-0-224-01428-1)
- ITime to Kill: The Soldier's Experience of War in the West 1939-1945, Paul Addison, Angus Calder éd. , Pimlico, 1997, (ISBN 0-7126-7376-8)
- The Burning Blue: A New History of the Battle of Britain, Paul Addison, Jeremy Crang éd. , Pimlico, 2000, (ISBN 978-0-7126-6475-2)
- Churchill: The Unexpected Hero, Oxford University Press, 2005, (ISBN 978-0-19-927934-0)
- Firestorm: The Bombing of Dresden, 1945, Pimlico, Paul Addison, Jeremy Crang éd. , Pimlico, 2006, (ISBN 978-1-84413-928-6)
- A Companion to Contemporary Britain, 1939-2000, Paul Addison, Harriet Jones éd. , Wiley-Blackwell, 2007, (ISBN 978-1-4051-6730-7)
- Winston Churchill, Oxford University Press, 2007, (ISBN 978-0-19-921757-1)
- No Turning Back: The Peacetime Revolutions of Post-War Britain, Oxford University Press, 2010, (ISBN 978-0-19-219267-7)

## Sources
- Jeremy Crang, « Paul Addison obituary », The Guardian,‎ 4 mars 2020 (lire en ligne, consulté le 6 mars 2020)
- Ian S. Wood, « Paul Addison, internationally-noted historian and biographer of Winston Churchill », The Scotsman,‎ 12 février 2020 (lire en ligne, consulté le 7 mars 2020)
- « Paul Addison obituary », The Times,‎ 23 mars 2020 (lire en ligne, consulté le 4 juin 2021)